# To Lose My Life (chanson)
Pour les articles homonymes, voir To Lose My Life.
Singles de White Lies
Death
(2008) Farewell to the Fairground
(2009)
To Lose My Life est le troisième single du groupe de rock alternatif anglais White Lies. Il est sorti le 12 janvier 2009 soit une semaine avant l'album To Lose My Life... Du 9 au 13 mars 2009, la chanson est utilisée comme coming-next du Grand Journal sur Canal+

## Clip Vidéo
Andreas Nilsson qui avait déjà réalisé le clip de Death a réalisé celui de To Lose My Life.

## Liste des chansons
CD Anglais
1. To Lose My Life
2. To Lose My Life (Filthy Dukes remix)

7" Anglais (45 tours no 1)
1. To Lose My Life
2. Taxidermy

7" Anglais (45 tours no 2)
1. To Lose My Life
2. Farewell to the Fairground (Yuksek remix)